# キーフ・ハートリー
キーフ・ハートリー（Keef Hartley、1944年4月8日 - 2011年11月26日）は、イングランドのドラマー、バンドリーダー。
ジョン・メイオールと様々な仕事をした後、キーフ・ハートリー・バンドを率いて活動し、1969年8月のウッドストック・フェスティバルにも出演した。後にドッグ・ソルジャーを結成した。

## 略歴
ハートリーはランカシャー州プレストン北西部のプランジントンで生まれた。彼は、フィル・コリンズにルーディメンツを教えたロイド・ライアンの下でドラムを学んだ。
彼のキャリアは、リバプールを拠点とするロリー・ストーム・アンド・ザ・ハリケーンズに、ビートルズに加入したリンゴ・スターの後任に迎えられて始まった。1964年にアート・ウッドが率いるR&Bバンドのジ・アートウッズでウッドやジョン・ロードらと活動した。その後、ジョン・メイオールのドラマーとして名声を博した。メイオールの1967年の「ソロ」レコード『ブルース・アローン』に、メイオール以外の唯一のミュージシャンとして参加した。
彼はメイオールに自分のグループを結成するよう勧められていた。そこでキーフ・ハートリー・（ビッグ）・バンドを結成し、ジャズ、ブルース、ロックンロールの要素をミックスして、『ハーフブリッド』（1969年）、『戦闘』（1969年）など5枚のアルバムを発表した。「Vancouver Sun」紙の評論家は『戦闘』を「驚異的な妙技の展示」と評した。1969年8月にウッドストック・フェスティバルに出演したが、その演奏が公式アルバム（2019年以前）にも映画『ウッドストック/愛と平和と音楽の三日間』のサウンドトラックにも含まれなかった唯一のアーティストとなった。
ハートリーの「発砲」のモックアップは、アルバム『ハーフブリッド』のオープニング曲「Sacked」で聞かれた。同アルバムのバンドはミラー・アンダーソン（ギター、ボーカル）、ゲイリー・セイン（ベース、後にユーライア・ヒープ）、ピーター・ダインズ（オルガン）、イアン・クルックシャンク（スピット・ジェームス名義、ギター）だった。その後、ハートリーの流動的なラインナップに加わったメンバーには、ミック・ウィーヴァー（別名ウィンダー・K・フロッグ、オルガン）、ヘンリー・ロウサー（1941年7月11日生、イギリス・レスター出身、トランペット/ヴァイオリン）、ジミー・ジュエル（サクソフォーン）、ジョニー・アーモンド（フルート）、ジョン・ハイズマン、ハリー・ベケットらがいる。彼はしばしばアメリカ・インディアンの格好をし、時には完全なヘッドドレスを着用しウォーペイントをして、小さなクラブ・シーンにおける人気のアトラクションとなった。1969年のアルバム『戦闘』は彼のクラブでの評判をさらに高めたが、チャートにおける成功はまだつかめずにいた。サード・アルバムまでにロウザーとジュエルは脱退した。
その後、ソロ・アルバム 『ランカシャー・ハスラー』（1973年) を発表。ミラー・アンダーソン (ギター)、ポール・ブリス (ベース)、デレク・グリフィス (ギター)、メル・シンプソン (キーボード) とドッグ・ソルジャーを結成し、1975年に同名アルバムをリリース。
2007年、ゴーストライターによる自伝"Halfbreed (A Rock and Roll Journey That Happened Against All the Odds)"を出版。プレストンで育った人生と、キーフ・ハートリー・バンドのウッドストック・フェスティバル出演時の話を含むドラマーおよびバンドリーダーとしてのキャリアについて書いている。
2011年11月26日、プレストン北部のフルウッドにあるロイヤル・プレストン病院にて、手術の合併症により67歳で死亡した。

## ディスコグラフィ

### ソロ・アルバム
- 『ランカシャー・ハスラー』 - Lancashire Hustler (1973年)

### キーフ・ハートリー・バンド
- 『ハーフブリッド』 - Halfbreed (1969年)
- 『戦闘』 - The Battle of North West Six (1969年)
- 『ザ・タイム・イズ・ニアー』 - The Time Is Near (August 1970年) ※全英41位[13]
- 『オーヴァードッグ』 - Overdog (April 1971年)
- 『リトル・ビッグ・バンド』 - Little Big Band (1971年) ※マーキー・クラブでのライブ
- 『72人目の勇者』 - Seventy-Second Brave (1972年)
- 『ノット・フーリッシュ・ノット・ワイズ』 - Not Foolish Not Wise (1999年) ※1968年–1972年スタジオ+ライブ録音

### ドッグ・ソルジャー
- 『ドッグ・ソルジャー登場』 - Dog Soldier (1975年)

### 参加アルバム
ジョン・メイオール
- 『革命』 - Crusade (1967年)
- 『ブルース・アローン』 - The Blues Alone (1967年)
- 『ブルース・バンドの日記 VOL.1』 - The Diary of a Band - Volume One (1968年) ※ライブ
- 『ブルース・バンドの日記 VOL.2』 - The Diary of a Band - Volume Two (1968年) ※ライブ
- Live in Europe (1971年)
- 『バック・トゥ・ザ・ルーツ』 - Back to the Roots (1971年) ※数曲のみ
- 『ムーヴィング・オン』 - Moving On (1973年) ※ライブ
- 『テン・イヤーズ・アー・ゴーン』 - Ten Years Are Gone (1973年) ※スタジオ+ライブ

ヴィネガー・ジョー
- 『ロックン・ロール・ジプシーズ』 - Rock'n Roll Gypsies (1972年)

## 書籍
- Hartley, Keef (2007). Halfbreed. ASIN B009N0A5BM
- キーフ・ハートリー、イアン・サウスワース『ブリックヤード・ブルース』中山義雄（訳）、ブルースインターアクションズ、2004年。ISBN 978-4860201173。